# 昭和伊南総合病院

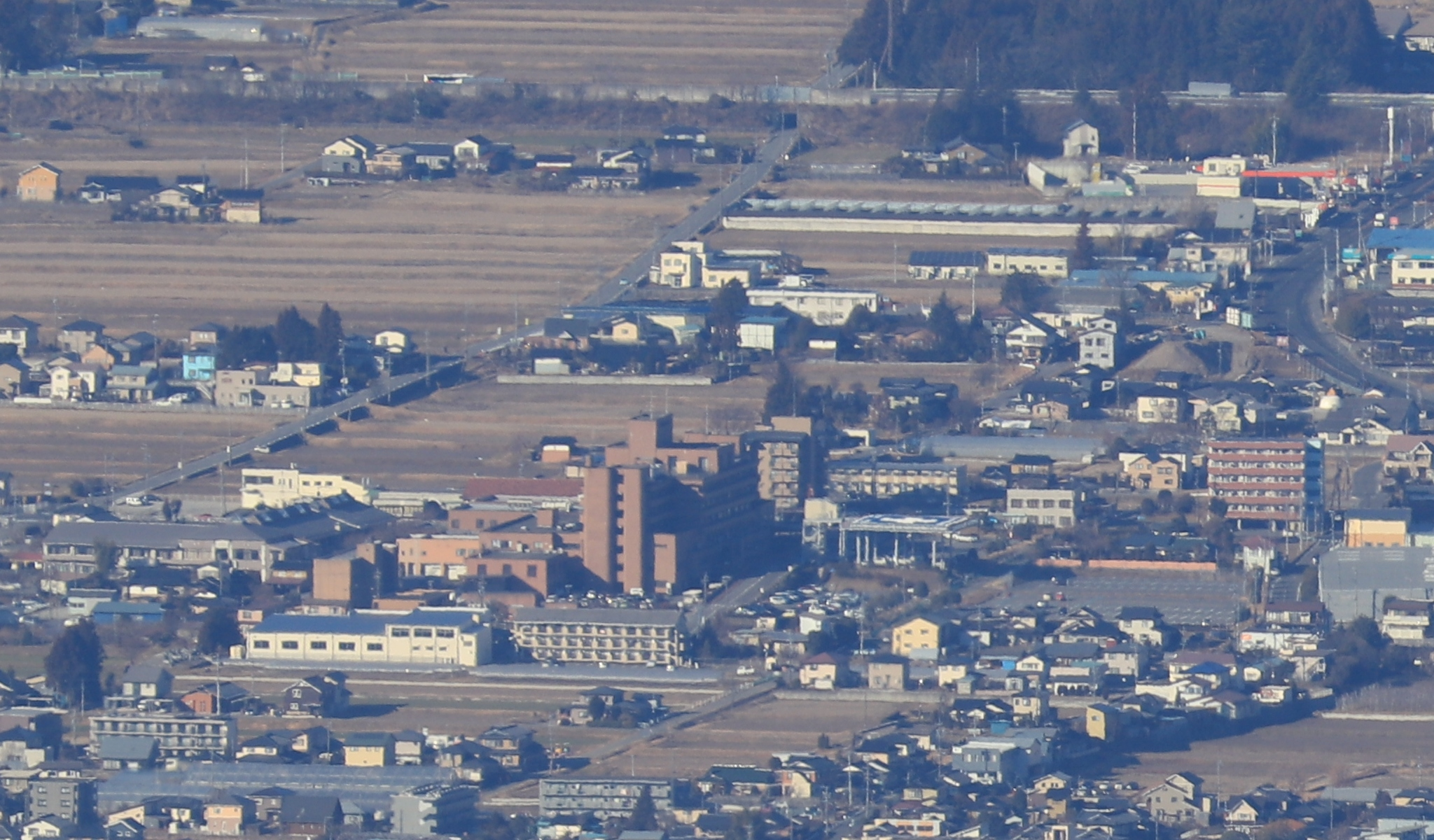
病院の全景と周辺

昭和伊南総合病院（しょうわいなんそうごうびょういん）は長野県駒ヶ根市赤穂にある総合病院。駒ヶ根市、飯島町、中川村、宮田村の4市町村が構成する、伊南行政組合が運営する。

## 沿革
- 1933年（昭和8年）9月 - 上伊那南部病院組合11村の産業組合による、有限責任赤穂購買利用組合昭和病院設立を認可申請する。
- 1934年（昭和9年）8月 - 有限責任赤穂購買利用組合昭和病院を開院する。
- 1935年（昭和10年）3月29日 - 上伊那南部病院組合を設立する。
- 1943年（昭和18年）12月 - 長野県農業会を設立し、昭和病院は長野県農業会に移管する。
- 1950年（昭和25年）9月 - 長野県厚生農業協同組合連合会（JA長野厚生連）が発足し、移管する。
- 1963年（昭和38年）3月 - 上伊那南部病院組合（現、伊南行政組合）に委譲され、昭和伊南病院と改称する。
- 1964年（昭和39年）3月30日 - 運営団体が伊南保健衛生施設組合に改称する。
- 1964年（昭和39年）5月 - 総合病院に承認される。
- 1973年（昭和48年）4月1日 - 運営団体が伊南行政組合に改称する。

## 診療科目
- 内科
- 神経内科
- 循環器科
- 消化器科
- 小児科
- 外科
- 整形外科
- 形成外科
- 脳神経外科
- 皮膚科
- 泌尿器科
- 婦人科
- 眼科
- 耳鼻咽喉科
- リハビリテーション科
- 放射線科
- 歯科
- 麻酔科

## 医師
- 堀内朗

## 医療機関の指定等
- 保険医療機関
- 労災保険指定医療機関
- 指定自立支援医療機関（更生医療・育成医療・精神通院医療）
- 身体障害者福祉法指定医の配置されている医療機関
- 生活保護法指定医療機関
- 結核指定医療機関
- 指定養育医療機関
- 戦傷病者特別援護法指定医療機関
- 原子爆弾被害者医療指定医療機関
- 救命救急センター
- 臨床研修指定病院
- 臨床修練指定病院
- DPC対象病院
- 特定疾患治療研究事業委託医療機関
- 小児慢性特定疾患治療研究事業委託医療機関

## 交通
- JR東海飯田線駒ケ根駅よりタクシーで15分、昭和伊南総合病院下車。または徒歩約23分。

## 移転の検討
伊南行政組合ではJR伊那福岡駅に近い国道153号伊南バイパス東側付近の農地への移転が検討されている。

## テレビ番組
- 日経スペシャル ガイアの夜明け 公立病院は生き残れるか!?院長たちの闘い（2002年5月19日、テレビ東京）[2]。